# Kartobot
Kartobot (jap. ダンボー Danbō, von ダンボール danbōru, dt. „Wellpappe“) ist eine Figur aus der von Kiyohiko Azuma gezeichneten Manga-Serie Yotsuba&! – genauer gesagt das aus Pappkartons zusammengesetzte Roboter-Kostüm von Yotsubas Freundin Miura Hayasaka.
Die Firma Kaiyodo aus dem japanischen Kadoma stellt seit Ende 2007 unter ihrer Marke Revoltec eine Spielfigur von Danbō (リボルテックダンボー Riborutekku Danbō) her. Häufig zeigen die Kartons die Bildmarke von Amazon.co.jp, seltener auch 7-Eleven oder im Rahmen einer Zusammenarbeit mit der japanischen Post auch mit der Marke von deren Paketservice Yu-Pack. Im Internet findet man tausende Bilder dieser Spielfigur Danbōs, da er oft für die Makrofotografie und Stop-Motion-Filme verwendet wird und die so aufgenommenen Bilder zeigen Danbō meistens in verschiedenen, alltäglichen Situationen.

## Nyanbō

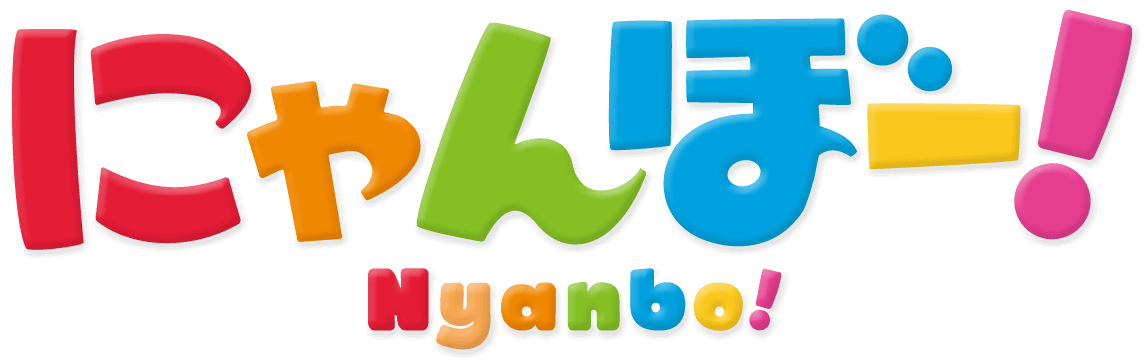
Logo der Fernsehserie

Im Dezember 2012 erschien bei Sentinel (千値練 Senchineru) eine 6 cm große Danbō-Figurenserie in Katzenform namens Nyanbō (ニャンボー) bzw. Nyanboard, wobei nyan japanisch für miau ist. Der große Figurenhersteller Kotobukiya diese brachte im Dezember 2016 eine mit 3,5 cm kleinere Variante namens Nyanboard nyano, sowie im Januar 2017 eine mit 9 cm größere Variante namens Nyanboard [mini] heraus.
Auf dem öffentlich-rechtlichen Sender NHK E lief vom 27. September 2016 bis 28. März 2017 eine computeranimierte Miniserie mit fünf Minuten langen 26 Folgen namens Nyanbō!. Diese wird vom Studio Shirogumi animiert, wobei Akira Iwamoto als Regisseur und Drehbuchautor. Die Nyanbō sind hier Katzenwesen aus dem Weltall, deren Raumschiff bruchgelandet ist und die nun dessen verstreute Teile suchen. Der Abspann handelt von Yotsuba aus dem namensgebenden Manga. Crunchyroll streamte die Serie parallel zur japanischen Ausstrahlung als Simulcast weltweit ausgenommen Asien, u. a. mit deutschen Untertiteln.

## Sonstiges
- Danbō erschien zum ersten Mal im 28. Kapitel (Mit Yotsuba! Kartobot, よつばとダンボー Yotsuba to Danbō) der Manga-Serie Yotsuba&!, welche später im fünften Band am 27. April 2006 veröffentlicht wurde. Seinen nächsten Auftritte hatte er in Kapitel 69.
- Danbō ist auch unter den Namen Danboard, Danboru, Danbooru, Cardbo[1] sowie in der deutschen Fassung von Yotsuba&! auch als Kartobot bekannt.
- Am 27. Oktober 2011 wurde ein Fotobuch mit dem Titel 365 Days of Danboard vom japanischen Verlag ASCII Media Works veröffentlicht. Das Fotobuch enthält 365 verschiedene Fotos, die jeden Tag, vom 19. März 2009 zum 18. März 2010, von Arielle Nadel, einer damaligen US-amerikanischen Jugendlichen, aufgenommen wurden und Danbō in alltäglichen Situationen zeigen.[8]
- Der thailändische öffentlich-rechtliche Sender Thai PBS verwendet die Figur als Maskottchen für seine Sendung Little Citizen.[9]
- Die Figur und weiteres Merchandise zu Yotsuba&! wird in einem eigenen Webstore namens Yotsuba & Danboard Online Store verkauft, der vom 27. Februar bis 5. April 2015 im Kaufhaus Marui City Shibuya einen regulären Laden Yotsuba & Danboard Store als Sonderaktion eröffnet.[10]

## Galerie

Beispiele von vielen im Internet anzutreffenden Aufnahmen einer Danbō-Spielfigur (hier Amazon.co.jp-Variationen)
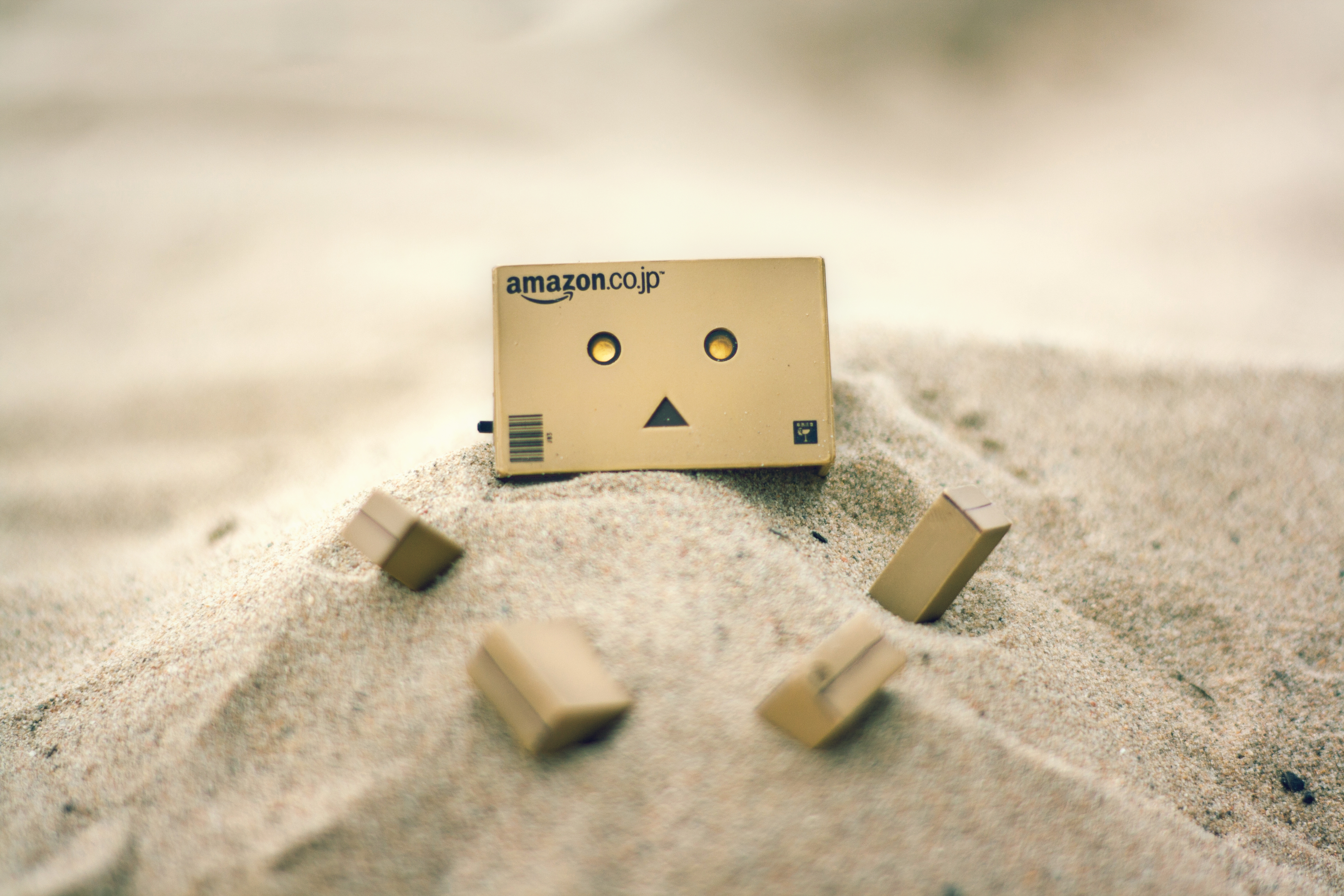
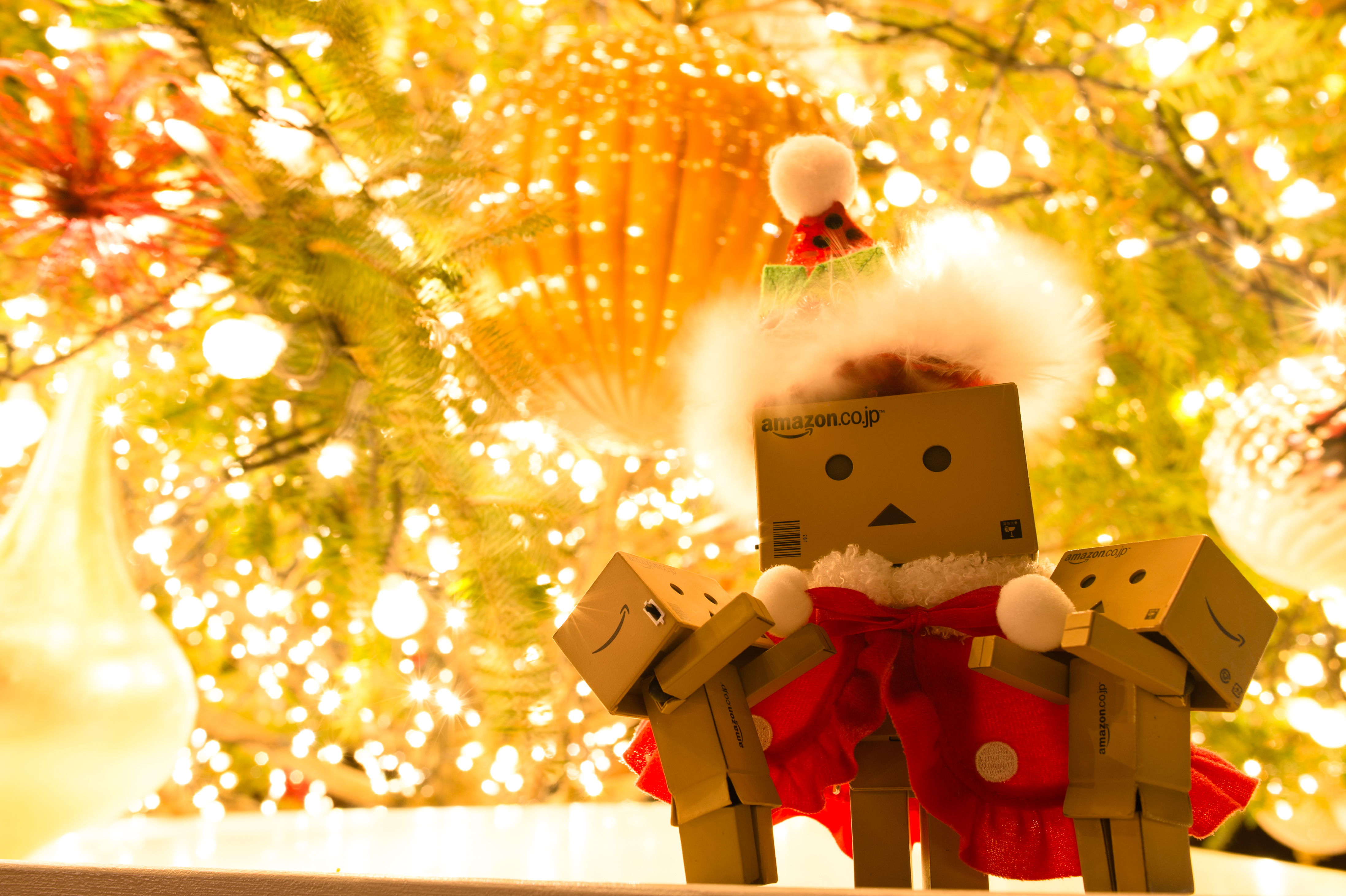
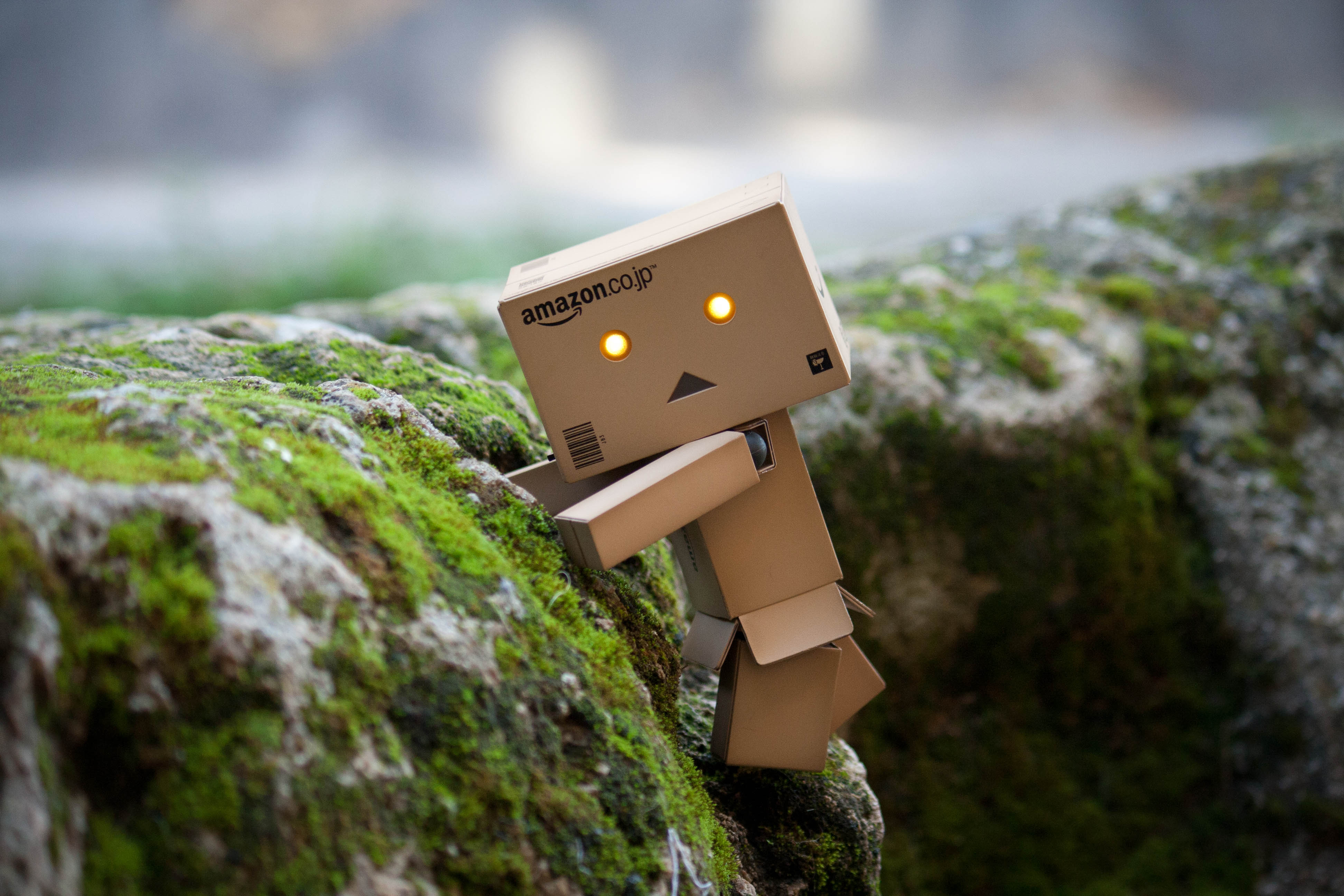
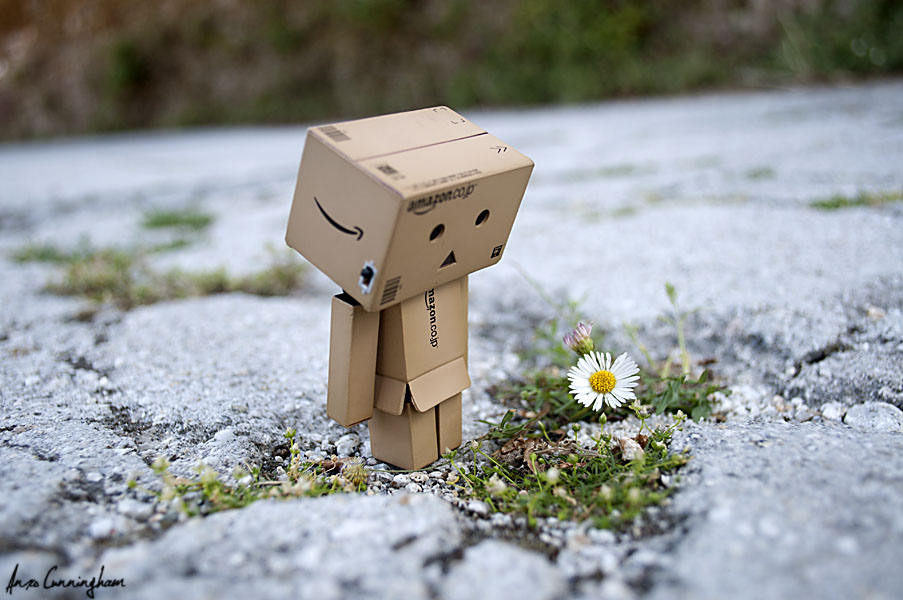
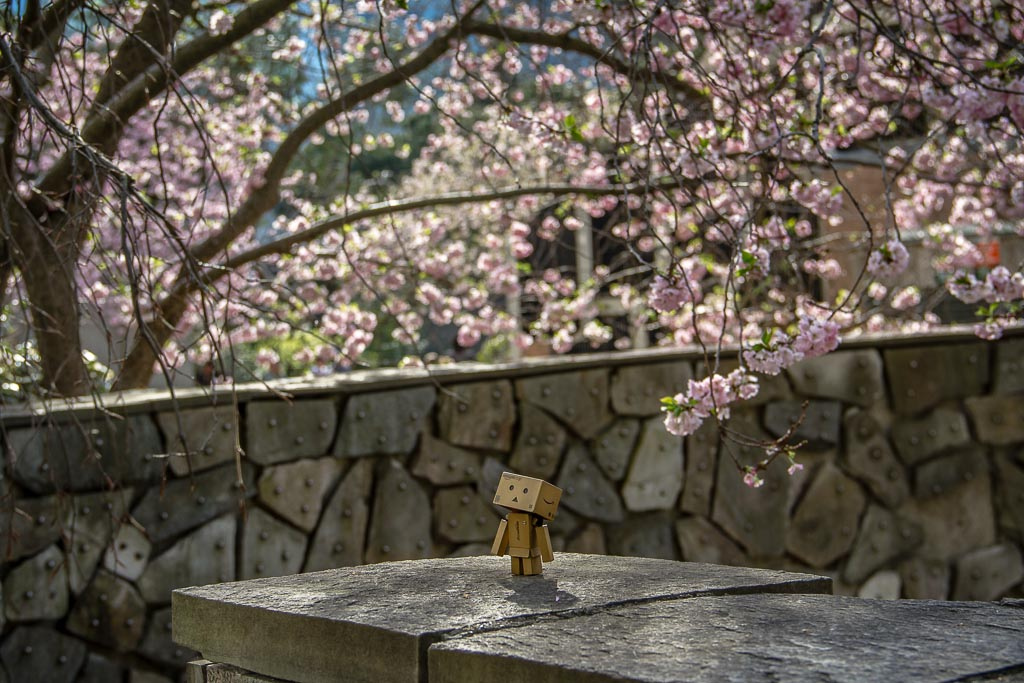
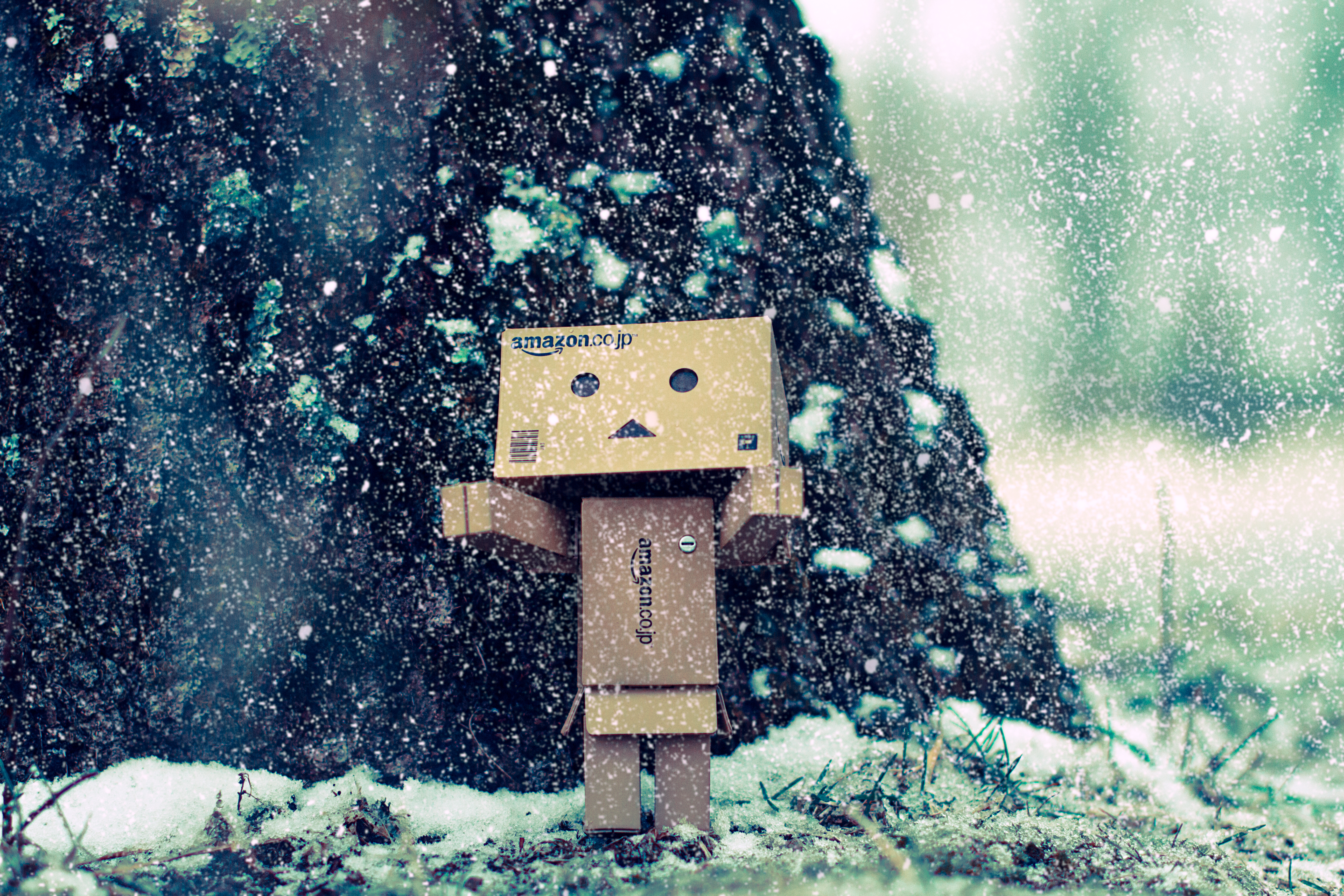